# 潘恩与泰勒的骗局
《潘恩与泰勒的骗局》是一个恶搞游戏的集合，其中几乎都是令玩家无从下手的恶搞型游戏，也包括令玩家“津津乐道”的《沙漠巴士》游戏。
潘恩與泰勒是著名的魔术师与喜剧演员，他们共同参与制作了这一系列游戏。但是由于该游戏公司破產，它从未正式向市场发售。

## 主要包含的游戏

### 沙漠巴士

《沙漠巴士》的游戏画面

在《沙漠巴士》游戏中，玩家将扮演一名巴士驾驶员，将一辆巴士从美国亚利桑那州的土桑市开往内华达州的拉斯维加斯并返回。玩家的挑战主要有以下几点：
1. 游戏时间与现实时间同步，也就是说在游戏中跑一个单程至少需要8个小时，而往返则需要8×2=16小时的现实时间。[3]
2. 游戏中没有设置任何障碍，也没有任何急转弯。甚至连其他的汽车和沿途的风景都没有，只有一望无际的沙漠。沿途有汽车站，但是在汽车站旁并不会有任何乘客。另外，游戏唯一的变化是在游戏进行4个小时之后，你的车窗上会飞来一个绿色的不明物体。游戏进行12个小时后会出现傍晚场景，除了周边颜色变暗之外没有任何不同。
3. 玩家所操控的巴士有机械问题，如果不进行方向控制的话会自动向右偏移开出公路而失败，所以玩家必须不断亲自操作游戏。
4. 一旦巴士驶出公路范围进入沙漠，则会自动熄火并再也无法发动，也就是游戏失败，必须重新开始。这样会使有些玩家数个小时的成果功归一篑。
5. 游戏本身不能存取档（除非使用模拟器软件），也就是说玩家要玩这款游戏就必须连续玩16小时，且中途不能停止（点击START键只是鸣笛一下）
6. 游戏中将车开到终点站的唯一奖励是获得1分，除此之外再无别的奖励。
7. 游戏目前最高的排名为99分，也就是792个小时（33天）

花絮：游戏的片头是Penn和Teller的一段自拍录像：Teller在玩游戏，而Penn则说：“哈，我们制作这款游戏的目的就是为了反映人生的漫长，哈。”
游戏中大巴车上有一个广播，一个男人正在喋喋不休地主持节目。该男子号称自己是“明星主播”，且其节目内容跨度很大，从天气预报到哲学，内容包罗万象。但是讲了十几分钟后，此人甚至自己觉得厌烦，居然与自己进行牌局。他先出了方块A，然后是方块2……方块K，然后又出了红心、黑桃、梅花直到把扑克牌中的每一张出完。
评价：这款游戏被网友评价为“世上最杯具的游戏之一”。

### 心理学大猩猩
游戏的目标是通过提前偷看对手的牌并通过组合键将其输入进游戏，使得心理学大猩猩说出对手的牌让对手误以为猩猩会读心。
花絮：如果在这一部分中按暂停，则会跳出一段长达2分钟的动画，内容是Penn和Teller吃披萨，这段动画无法跳过。

## 衍生事件
- 以前有过活动，主题是在《沙漠巴士》上得分最多的人将获得真实的拉斯维加斯旅游机会。
- 2007年11月，加拿大网络喜剧团体LoadingReadyRun的成员保罗·桑德斯（Paul Saunders）、詹姆斯·特纳（James Turner）以及演员摩根·范汉贝克（Morgan vanHumbeck）、比尔·瓦特（Bill Watt）一同发起慈善募捐活动“通往希望的沙漠巴士”（Desert Bus for Hope）。他们宣布，4人将接力着玩这款游戏，每当捐款多出7%时，他们就会增加1个小时。第一次活动在他们坚持了108个小时后获得了22805美元。这个活动被延续了下去，2008年他们募集到了70423美元，2009年有140449美元。而2010年他们募集的善款更是高达207540美元。《沙漠巴士》的原作者Penn也赞赏他们，称“这些家伙想出了最伟大的点子！”[4]